# Paraploactis kagoshimensis
Paraploactis kagoshimensis is een straalvinnige vissensoort uit de familie van fluweelvissen (Aploactinidae). De wetenschappelijke naam van de soort is voor het eerst geldig gepubliceerd in 1904 door Ishikawa.